# Es Figueral
La playa Es Figueral está situada en Santa Eulalia del Río, en la parte oriental de la isla de Ibiza, en la comunidad autónoma de las Islas Baleares, España.
Es una playa con disponibilidad de servicios playeros, deportes náuticos, ocio y turismo.